# Le Grand-Serre
Le Grand-Serre je naselje in občina v jugovzhodnem francoskem departmaju Drôme regije Rona-Alpe. Leta 2010 je naselje imelo 834 prebivalcev.

## Geografija
Kraj leži v pokrajini Daufineji ob reki Galaure, 50 km severno od Valence.

## Uprava
Le Grand-Serre je sedež istoimenskega kantona, v katerega so poleg njegove vključene še občine Épinouze, Hauterives, Lapeyrouse-Mornay, Lens-Lestang, Manthes, Montrigaud, Moras-en-Valloire, Saint-Christophe-et-le-Laris, Saint-Sorlin-en-Valloire in Tersanne z 10.519 prebivalci.
Kanton je sestavni del okrožja Valence.